# Kontinentální pohár v ledním hokeji 2019/2020
Kontinentální pohár v ledním hokeji 2019/2020 byl 23. ročníkem Kontinentálního poháru v ledním hokeji, druhé nejvyšší evropské klubové soutěže v ledním hokeji pořádané Mezinárodní hokejovou federací. Turnaj začal 20. září 2019 a finálový turnaj se konal od 10. do 12. ledna 2020.

## Kvalifikované týmy
| Tým                      | Kvalifikace                                                 |
| ------------------------ | ----------------------------------------------------------- |
| Nasazení do 3. kola      |                                                             |
| HK Něman Grodno          | 2018 Běloruský pohár 1. místo                               |
| SønderjyskE Ishockey     | 2018/19 Metal Ligaen 2. místo                               |
| Gothiques d'Amiens       | 2018/19 Coupe de France 1. místo                            |
| Nottingham Panthers      | 2018/19 EIHL 3. místo                                       |
| Bejbarys Atyrau          | 2018/19 Čempionat Kazachstana po chokkeju s šajboj 1. místo |
| Cracovia                 | 2018/19 Polská hokejová liga 2. místo                       |
| Nasazení do 2. kola      |                                                             |
| Ferencvárosi TC          | 2018/19 Erste Liga 1. místo                                 |
| Ritten Sport             | 2018/19 Lega Italiana Hockey Ghiaccio 1. místo              |
| Mogo Riga                | 2018/19 Latvijas hokeja līga 1. místo                       |
| ASC Corona Brașov        | 2018/19 Liga Națională de hochei 1. místo                   |
| HK Olimpija              | 2018/19 Slovenska hokejska liga 1. místo                    |
| HK Donbass Doněck        | 2018/19 Čempionat Ukrajiny z chokeju 1. místo               |
| Nasazení do 1. kola      |                                                             |
| HYC Herentals            | 2018/19 BeNe League 1. místo                                |
| Irbis-Skate Sofia        | 2018/19 Državno prvenstvo po chokej na led 1. místo         |
| KHL Zagreb               | 2018/19 Prvenstvo Hrvatske u hokeju na ledu 1. místo        |
| Skautafélag Akureyrar    | 2018/19 Islandsmot Meistaraflokks 1. místo                  |
| HC Bat Jam               | 2018/19 Izraelská hokejová liga 1. místo                    |
| KHK Crvena zvezda        | 2018/19 Srbská hokejová liga 1. místo                       |
| Txuri Urdin              | 2018/19 Superliga Española de Hockey Hielo 1. místo         |
| Zeytinburnu Belediyespor | 2018/19 Türkiye Buz Hokeyi Süper Ligi 1. místo              |

## První kolo

### Skupina A
Hráno v Istanbulu (Turecko) od 20. do 22. září 2019.
| Poř. | Tým                      | Z | V | VP | PP | P | GV | GI | +/- | B |                        |
| ---- | ------------------------ | - | - | -- | -- | - | -- | -- | --- | - | ---------------------- |
| 1.   | KHK Crvena zvezda        | 3 | 3 | 0  | 0  | 0 | 17 | 6  | +11 | 9 | Postup do druhého kola |
| 2.   | Zeytinburnu Belediyespor | 3 | 2 | 0  | 0  | 1 | 11 | 12 | -1  | 6 |                        |
| 3.   | Irbis-Skate Sofia        | 3 | 1 | 0  | 0  | 2 | 9  | 10 | -1  | 3 |                        |
| 4.   | Skautafélag Akureyrar    | 3 | 0 | 0  | 0  | 3 | 4  | 13 | -9  | 0 |                        |

### Skupina B
Hráno v Mechelenu (Belgie) od 20. do 22. září 2019.
| Poř. | Tým           | Z | V | VP | PP | P | GV | GI | +/- | B |                        |
| ---- | ------------- | - | - | -- | -- | - | -- | -- | --- | - | ---------------------- |
| 1.   | Txuri Urdin   | 3 | 3 | 0  | 0  | 0 | 17 | 7  | +10 | 9 | Postup do druhého kola |
| 2.   | KHL Zagreb    | 3 | 2 | 0  | 0  | 1 | 17 | 13 | +4  | 6 |                        |
| 3.   | HYC Herentals | 3 | 1 | 0  | 0  | 2 | 11 | 13 | -2  | 3 |                        |
| 4.   | HC Bat Jam    | 3 | 0 | 0  | 0  | 3 | 12 | 24 | -12 | 0 |                        |

## Druhé kolo

### Skupina C
Hráno v Brovarech (Ukrajina) od 18. do 20. října 2019.
| Poř. | Tým               | Z | V | VP | PP | P | GV | GI | +/- | B |                        |
| ---- | ----------------- | - | - | -- | -- | - | -- | -- | --- | - | ---------------------- |
| 1.   | HK Donbass Doněck | 3 | 2 | 1  | 0  | 0 | 17 | 3  | +14 | 8 | Postup do třetího kola |
| 2.   | Mogo Riga         | 3 | 2 | 0  | 1  | 0 | 13 | 7  | +6  | 7 |                        |
| 3.   | ASC Corona Brașov | 3 | 1 | 0  | 0  | 2 | 11 | 16 | -5  | 3 |                        |
| 4.   | KHK Crvena zvezda | 3 | 0 | 0  | 0  | 3 | 5  | 20 | -15 | 0 |                        |

### Skupina D
Hráno v Rittenu (Itálie) od 18. do 20. října 2019.
| Poř. | Tým             | Z | V | VP | PP | P | GV | GI | +/- | B |                        |
| ---- | --------------- | - | - | -- | -- | - | -- | -- | --- | - | ---------------------- |
| 1.   | Ferencvárosi TC | 3 | 3 | 0  | 0  | 0 | 12 | 3  | +9  | 9 | Postup do třetího kola |
| 2.   | Ritten Sport    | 3 | 1 | 1  | 0  | 1 | 13 | 5  | +8  | 5 |                        |
| 3.   | HK Olimpija     | 3 | 1 | 0  | 1  | 1 | 9  | 6  | +3  | 4 |                        |
| 4.   | Txuri Urdin     | 3 | 0 | 0  | 0  | 3 | 2  | 22 | -20 | 0 |                        |

## Třetí kolo

### Skupina E
Hráno ve Vojens (Dánsko) od 15. do 17. listopadu 2019.
| Poř. | Tým                  | Z | V | VP | PP | P | GV | GI | +/- | B |                              |
| ---- | -------------------- | - | - | -- | -- | - | -- | -- | --- | - | ---------------------------- |
| 1.   | Nottingham Panthers  | 3 | 2 | 0  | 0  | 1 | 10 | 7  | +3  | 6 | Postup do finálového turnaje |
| 2.   | SønderjyskE Ishockey | 3 | 2 | 0  | 0  | 1 | 8  | 6  | +2  | 6 | Postup do finálového turnaje |
| 3.   | Gothiques d'Amiens   | 3 | 1 | 0  | 0  | 2 | 8  | 8  | 0   | 3 |                              |
| 4.   | Ferencvárosi TS      | 3 | 1 | 0  | 0  | 2 | 5  | 10 | -5  | 3 |                              |

### Skupina F
Hráno v Krakově (Polsko) od 15. do 17. listopadu 2019.
| Poř. | Tým               | Z | V | VP | PP | P | GV | GI | +/- | B |                              |
| ---- | ----------------- | - | - | -- | -- | - | -- | -- | --- | - | ---------------------------- |
| 1.   | HK Něman Grodno   | 3 | 1 | 1  | 0  | 1 | 10 | 8  | +2  | 5 | Postup do finálového turnaje |
| 2.   | Cracovia          | 3 | 1 | 1  | 0  | 1 | 6  | 7  | -1  | 5 | Postup do finálového turnaje |
| 3.   | HK Donbass Doněck | 3 | 1 | 0  | 2  | 0 | 9  | 9  | 0   | 5 |                              |
| 4.   | Bejbarys Atyrau   | 3 | 1 | 0  | 0  | 2 | 9  | 10 | -1  | 3 |                              |

## Finálový turnaj
Hráno ve Vojens (Dánsko) od 10. do 12. ledna 2020.
| Poř. | Tým                  | Z | V | VP | PP | P | GV | GI | +/- | B |                                |
| ---- | -------------------- | - | - | -- | -- | - | -- | -- | --- | - | ------------------------------ |
| 1.   | SønderjyskE Ishockey | 3 | 1 | 2  | 0  | 0 | 9  | 5  | +4  | 7 | Hokejová liga mistrů 2020/2021 |
| 2.   | Nottingham Panthers  | 3 | 2 | 0  | 1  | 0 | 9  | 8  | +1  | 7 |                                |
| 3.   | HK Něman Grodno      | 3 | 1 | 0  | 1  | 1 | 8  | 8  | 0   | 4 |                                |
| 4.   | Cracovia             | 3 | 0 | 0  | 0  | 3 | 4  | 9  | -5  | 0 |                                |